# فرناندو ألونسو (مهندس)
فرناندو ألونسو (بالإسبانية: Fernando Alonso Fernández)‏ هو مهندس إسباني، ولد في 1956 في مدريد في إسبانيا.